# Matthew Fox
Matthew Fox (Abington, 14 de juliol de 1966) nom artístic de Matthew Chandler Fox, és un actor estatunidenc. És conegut pels seus papers com a Charlie Salinger a Party of Five (1994–2000) i com a Jack Shephard a la sèrie dramàtica Lost (2004–2010), aquest últim dels quals li va valer nominacions al Globus d'Or i al Primetime Emmy . Fox també ha actuat en llargmetratges, com ara We Are Marshall (2006), Vantage Point (2008), Alex Cross (2012), Emperor (2012) i Bone Tomahawk (2015).

## Biografia
Fox va néixer a Abington, Pennsilvània, fill de Loretta B. (de soltera Eagono) i Francis G. Fox. Té dos germans, Francis, Jr. (n. 1961) i Bayard (n. 1969). Un dels seus rebesavis paterns va ser el general de la Unió George Meade. El seu pare provenia d'una família de Pennsilvània de "sang blava" d'ascendència majoritàriament anglesa, mentre que la seva mare era meitat italiana i meitat britànica. El segon de tres fills, la família de Fox es va mudar a Wyoming quan ell tenia un any. Es van establir a Crowheart, Wyoming, a la reserva índia de Wind River. La seva mare era mestra, i el seu pare, que havia estat consultor d'una companyia petroliera, criava bestiar boví i cavalls de raça llarga i cultivava ordi per a la cervesa Coors. Fox va estudiar a l'institut Wind River High School de Pavillion, Wyoming, i es va transferir a la Deerfield Academy durant el seu últim any, graduant-se el 1985. Es va graduar a la Universitat de Colúmbia amb una llicenciatura en economia el 1989. Mentre era a Columbia, va ser receptor a l'equip de futbol americà de l'escola.

### Carrera
El destí va voler que la mare de la seva promesa, que tenia una agència de models, el convencés per a treballar com a model, començant així a realitzar anuncis per a televisió en els quals aviat va començar a demostrar les seves qualitats dramàtiques.
Als 25 anys, Fox va debutar en un episodi de Wings. Aquell mateix any, també va protagonitzar una sèrie dramàtica de curta durada, Freshman Dorm. Encara no era una cara familiar a la pantalla petita, però va continuar fent papers secundaris, inclòs el paper de Charlie a la sèrie especial de Schoolbreak de CBS If I Die Before I Wake, abans de debutar a la gran pantalla amb My Boyfriend's Back (1993).
El 1994, Fox va ser escollida per a un paper protagonista com a Charlie Salinger, el més gran de cinc germans que van perdre els dos pares en un accident de cotxe, al drama adolescent Party of Five (1994-2000), coprotagonitzat per Scott Wolf, Neve Campbell, Jennifer Love Hewitt i Lacey Chabert . El 1996, la revista People va nomenar Fox una de les 50 persones més belles del món . El 1999 va coprotagonitzar amb Donald Sutherland la pel·lícula basada en històries reals Behind the Mask (1999). Després que Party of Five fos cancel·lada després de la seva sisena temporada, Fox va protagonitzar una altra sèrie de televisió, Haunted, el 2002.
Fox es va donar a conèixer als Estats Units pel seu paper a la sèrie d'èxit Party of Five, guanyadora del Globus d'Or el 1996 a la millor sèrie dramàtica. Altres treballs seus destacats són el seu paper protagonista a la sèrie Haunted i el telefilm Behind the Mask.
Des del setembre del 2004 fins al maig del 2010, Fox va interpretar el paper del cirurgià dedicat però problemàtic, el Dr. Jack Shephard, a Lost. Inicialment va fer una audició per al paper de James "Sawyer" Ford. No obstant això, el cocreador JJ Abrams va pensar que seria millor per al paper de Jack, un paper que originalment estava previst que fos només per a l'episodi pilot. Fox va ser nominat a un Globus d'Or en la categoria "Millor actor - Sèrie de televisió dramàtica", va guanyar el premi Satellite del 2005 i va compartir el premi Screen Actors Guild del 2006 a la "Millor actuació d'un repartiment en una sèrie dramàtica" pel seu paper a Lost.
El 2 de desembre de 2006, Fox va presentar Saturday Night Live amb els convidats musicals Tenacious D. El 2006, va coprotagonitzar amb Matthew McConaughey el drama esportiu We Are Marshall. També va tenir un petit paper a la pel·lícula d'acció Smokin' Aces (juntament amb el coprotagonista de Lost, Néstor Carbonell, i el futur membre del repartiment, Kevin Durand) i va protagonitzar el thriller del 2008 Vantage Point. El maig de 2008, Fox va protagonitzar Racer X a la pel·lícula Speed Racer.
Fox ha declarat repetidament que ha "acabat amb la televisió" després de Lost.
El 2011, va protagonitzar l'obra teatral In a Forest, Dark and Deep amb Olivia Williams al West End de Londres.
Fox va coprotagonitzar Alex Cross (2012), com el dolent, Michael "The Butcher" Sullivan, sobrenomenat "Picasso". Per al paper, Fox va desenvolupar un físic extremadament musculós i va perdre la major part del greix corporal. La pel·lícula va ser un fracàs de crítica i públic, però Fox va ser elogiada per la seva transformació i credibilitat en un paper molt diferent del de Jack Shephard de Lost.

## Vida personal
El 1992, Fox es va casar amb la seva xicota de tota la vida, Margherita Ronchi, natural d'Itàlia. La parella es va conèixer quan Fox estudiava a Columbia. La parella té dos fills. Fox també és fotògraf. Un disc extra publicat amb la primera sèrie completa de Lost inclou "The Art of Matthew Fox", que mostra fotos que va fer del repartiment i l'equip mentre eren al plató.
Fox té una passió per pilotar avions i té un Bonanza G36. "Estar allà dalt sol, i que tot depèn de tu si serà un vol increïble o no anirà tan bonic. Sento que estic hiperpreparat quan volo. Hi ha tantes coses sobre les quals no tens control."

## Filmografia

### Cinema
| Any  | Títol               | Paper                              | Notes |
| ---- | ------------------- | ---------------------------------- | ----- |
| 1993 | My Boyfriend's Back | Buck Van Patten                    |       |
| 1995 | Wishful Thinking    | Max                                |       |
| 2006 | Smokin' Aces        | Bill Security Super                |       |
| 2006 | We Are Marshall     | William "Red" Dawson               |       |
| 2008 | Vantage Point       | Kent Taylor                        |       |
| 2008 | Speed Racer         | Rex Racer / Racer X                |       |
| 2012 | Alex Cross          | "The Butcher of Sligo" / "Picasso" |       |
| 2012 | Emperor             | Bonner Fellers                     |       |
| 2013 | World War Z         | USAF Parajumper                    |       |
| 2015 | Extinction          | Patrick                            |       |
| 2015 | Bone Tomahawk       | John Brooder                       |       |

### Televisió
| Any       | Títol                   | Paper            | Notes                   |
| --------- | ----------------------- | ---------------- | ----------------------- |
| 1992      | Wings                   | Ty Warner        | episodi: 6x21           |
| 1992      | Freshman Dorm           | Danny Foley      | 5 episodis              |
| 1993      | CBS Schoolbreak Special | Charlie Deevers  | episodi: 11x02          |
| 1994–2000 | Party of Five           | Charlie Salinger | 142 episodis            |
| 1995      | MADtv                   | Charlie Salinger | episodi: 1x06           |
| 1999      | Behind the Mask         | James Joones     | Pel·lícula de televisió |
| 2002      | Haunted                 | Frank Taylor     | 11 episodis             |
| 2004–2010 | Lost                    | Jack Shephard    | 113 episodis            |
| 2007–2008 | Lost: Missing Pieces    | Jack Shephard    | 4 episodis              |
| 2022      | Last Light              | Andy Yeats       | minisèrie 5 episodis    |

## Premis
| Any  | Acadèmia                                           | Categoria                                                                                        | Resultat |
| ---- | -------------------------------------------------- | ------------------------------------------------------------------------------------------------ | -------- |
| 2005 | Satellite Awards                                   | Satellite Award pel Millor actor en una sèrie dramàtica de televisió (Lost)                      | Guanyat  |
| 2005 | Academy of Science Fiction, Fantasy & Horror Films | Premi Saturn al millor actor en televisió (Lost)                                                 | Nominat  |
| 2005 | Peoples Choice Awards                              | Estrella televisiva masculina preferida (Lost)                                                   | Nominat  |
| 2005 | Television Critics Association Awards              | Assoliment individual en Drama (Lost)                                                            | Nominat  |
| 2006 | Academy of Science Fiction, Fantasy & Horror Films | Premi Saturn al millor actor en televisió (Lost)                                                 | Guanyat  |
| 2006 | National Television Awards                         | Actor més popular (Lost)                                                                         | Nominat  |
| 2006 | Academy of Science Fiction, Fantasy & Horror Films | Premi Saturn al millor actor principal en una sèrie de televisió (Lost)                          | Guanyat  |
| 2006 | Golden Globe Awards                                | Premi globus d'or al millor actor principal en un Drama (Lost)                                   | Nominat  |
| 2006 | Screen Actors Guild Awards                         | Premi Screen Actors Guild per la Millor Interpretació per un elenc en una sèrie dramàtica (Lost) | Guanyat  |
| 2007 | Academy of Science Fiction, Fantasy & Horror Films | Premi Saturn al millor actor principal en una sèrie de televisió (Lost)                          | Nominat  |
| 2008 | Academy of Science Fiction, Fantasy & Horror Films | Premi Saturn al millor actor en televisió (Lost)                                                 | Guanyat  |
| 2008 | Academy of Science Fiction, Fantasy & Horror Films | Premi Saturn al millor actor en televisió (Lost)                                                 | Guanyat  |
| 2008 | Prism Awards                                       | Premi a l'actuació en un episodi d'una sèrie dramàtica (Lost)                                    | Nominat  |
| 2009 | Academy of Science Fiction, Fantasy & Horror Films | Premi Saturn al millor actor principal en una sèrie de televisió (Lost)                          | Nominat  |